# رونالد مودي
رونالد مودي (بالإنجليزية: Ronald Moody)‏ هو طبيب أسنان جامايكي، ولد في 12 أغسطس 1900 في كينغستون في جامايكا، وتوفي في 6 فبراير 1984 في لندن في المملكة المتحدة.